# Aguilares
Aguilares és una ciutat al sud de la província de Tucumán, Argentina. És a 372 msnm en el departament de Rio Chico, del qual és la seva capital, i a 85 km al sud de la capital de la província, amb la qual es comunica a través de la ruta nacional 38. El seu nom deriva d'una família propietària de grans extensions de terra de la zona encapçalada per Pedro d'Aguilar.
Els límits municipals els marquen el riu Medinas (al nord), la comuna rural de Los Agudos (a l'est), el riu Chico (al sud) i la comuna de Los Sarmiento (a l'oest). És coneguda com la "ciutat de les avingudes" a causa dels seus amplis bulevards i per les seves rues (carnestoltes). A més compta amb dues fàbriques productores de sucre i una fàbrica tèxtil d'àmplia envergadura productora de calçat esportiu

## Història

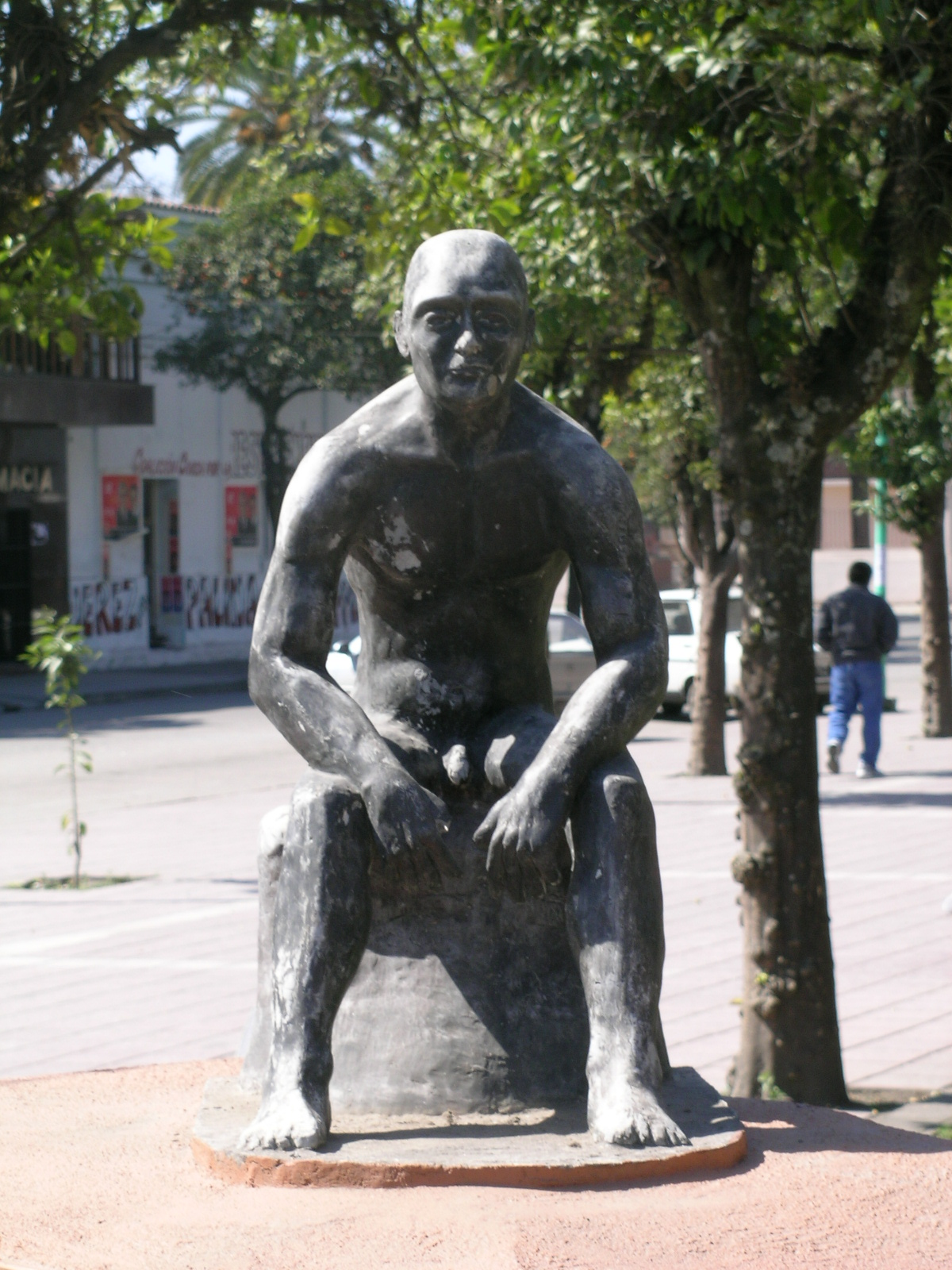
Estàtua a Aguilares.

Va començar com un petit llogaret a la fi del segle xvi. Amb el temps la seva població va ser creixent fins que en 1888 per decret del llavors governador Lídoro Quinteros s'ordena l'amollonament i delineació dels carrers de la incipient “Villa de Aguilares”. La posterior arribada del la línia ferroviària “El Provincial” des de la capital, la instal·lació de dos enginys sucrers i una planta de producció d'oli, al costat del creixent cultiu de canya de sucre i oleaginoses en els seus voltants li van donar un impuls significatiu a la vila que va passar a obtenir el rang de “ciutat” el 23 de desembre de 1915. El seu primer intendent fou Ramón Simón.

## Població
Té 32.908 habitants (INDEC, 2010), la qual cosa representa un increment del 5,4% enfront dels 31.201 habitants (INDEC, 2001) del cens anterior. Aquestes xifres inclouen a l'Enginy Santa Bárbara. És la 4a aglomeració més gran de la província.